# 五福通り

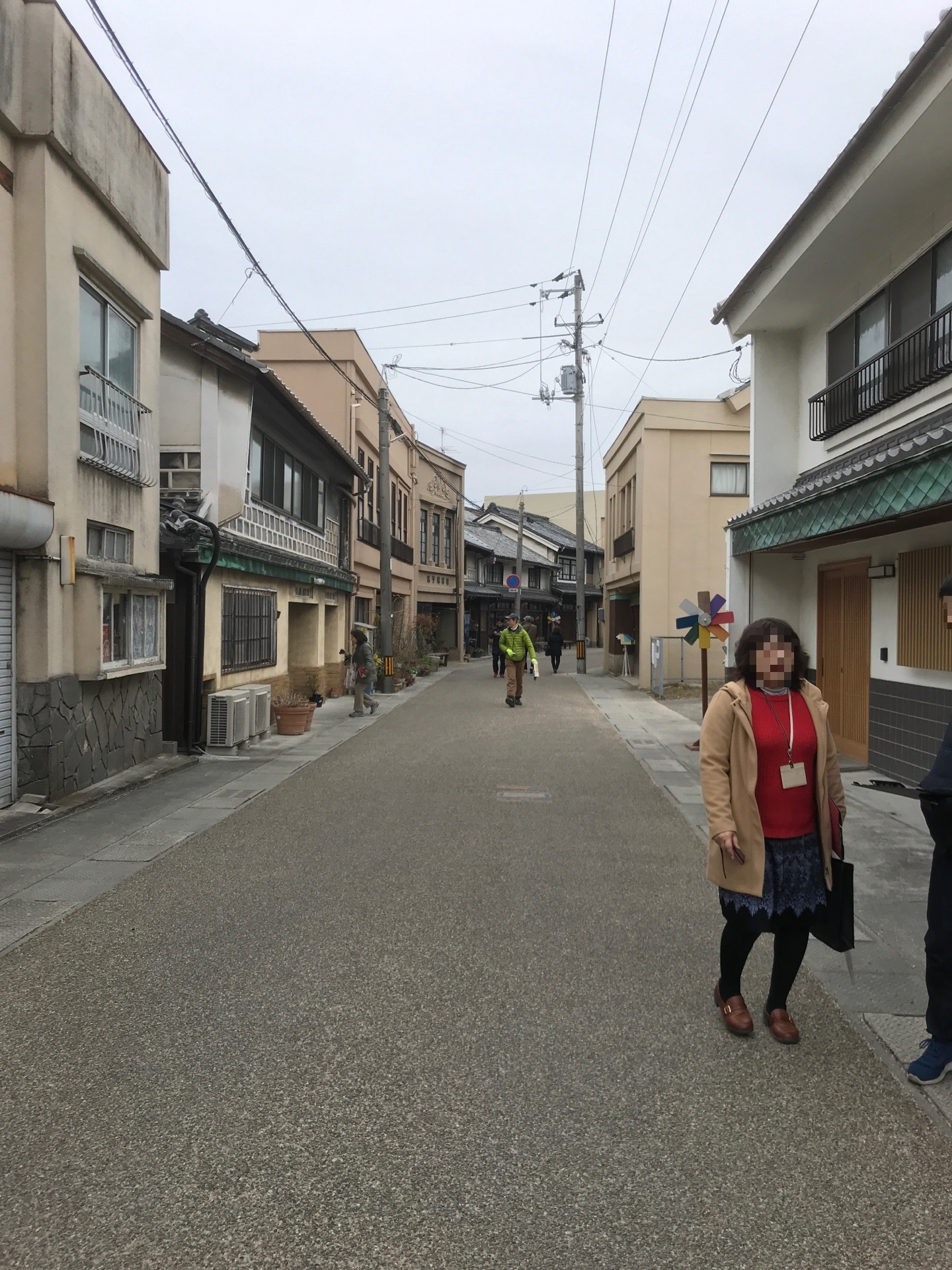
岡山市西大寺の五福通り　街並み

五福通り(ごふくどおり)は、岡山県岡山市東区西大寺中にある商店街。

## 概要
西大寺観音院の北に位置する商店街。洋風の建物がまじえた伝統的な家屋、洋風の看板建築の店舗、白壁の和風建築が並ぶ。
江戸期に建てられたとされる建物が今もなお残されている。
昔ながらの昭和レトロな街並み・風情で、映画の撮影にも多く使用されている。昭和三十年代を描いた映画「ALWAYS 三丁目の夕日」や、NHKのドラマ「とんび」のロケ地になった。
岡山県北部へ送る海産物を扱う乾物屋などが軒を連ね、観音院の門前町と並んで、商都・西大寺を形成してきた。
ところが、商店街付近の道路事業により、人や物の流れも変化して、昭和四十年代をピークに、店が次々と移転・廃業。
現在では、元タンス店を改装したカフェ屋ギャラリー「茶蔵」がオープンして、街並みのにぎやかさを確保している。
商店街のイベントとして「西大寺五福通りレトロ・マルシェ」が開催されている。

## 五福通りの由来
「五福」とは、人生の五種の幸福を意味する。
西大寺会陽（えよう）で奪い合う宝木（しんぎ）が、五福（寿・富・康寧・好徳・終年）を授ける意味で与えられたことから呼ばれた。